# ألكساندرا كلوجه
ألكساندرا كلوجه (بالألمانية: Alexandra Kluge)‏ هي طبيبة وممثلة ألمانية، ولدت في 2 أبريل 1937 بهلبرشتات في ألمانيا، وتوفيت في 11 يونيو 2017 ببرلين في ألمانيا. من الجوائز التي نالتها جائزة الفيلم الألماني ‏.

## جوائز
- جائزة الفيلم الألماني [الإنجليزية]‏

## وصلات خارجية
- ألكساندرا كلوج على موقع IMDb (الإنجليزية)
- ألكساندرا كلوج على موقع مونزينجر (الألمانية)
- ألكساندرا كلوج على موقع ألو سيني (الفرنسية)
- ألكساندرا كلوج على موقع أول موفي (الإنجليزية)
- ألكساندرا كلوج على موقع قاعدة بيانات الأفلام السويدية (السويدية)
- ألكساندرا كلوج على موقع ديسكوغز (الإنجليزية)
- ألكساندرا كلوج على موقع قاعدة بيانات الفيلم (الإنجليزية)
- ألكساندرا كلوج على موقع كينوبويسك (الروسية)